# 软毛掠蛛
软毛掠蛛（学名：Drassodes pubescens）为平腹蛛科掠蛛属的动物。分布于古北区以及中国大陆的西藏等地，主要栖息于林间石块下、居民点墙缝以及洞穴。该物种的模式产地在欧洲。